# Наполи (броненосец)
«Наполи» (итал. Napoli, Неаполь) — итальянский эскадренный броненосец типа «Реджина Елена», участвовавший в итало-турецкой и Первой мировой войнах. В составе КВМС Италии был с 1908 по 1926 годы, после вывода из состава флота разрезан на металл.